# Charaxes theresae
Charaxes theresae är en fjärilsart som beskrevs av Le Cerf 1932. Charaxes theresae ingår i släktet Charaxes och familjen praktfjärilar. Inga underarter finns listade i Catalogue of Life.